# Viva tu
Viva tu è un singolo del cantautore franco-spagnolo Manu Chao, pubblicato il 29 maggio 2024 come estratto dall'album in studio omonimo.

## Descrizione
Il brano ha anticipato dell'album omonimo, anch'esso Viva tu, uscito il 20 settembre 2024.
Il brano, di genere reggae e rumba, è un inno alla vita, augura "lunga vita" a tutte le persone amate dal cantante e sta tutto nell'amore e nell'affetto che danno e ricevono dal prossimo.

## Video musicale
Il video musicale mostra delle persone animate da colori vivaci, simboli di vitalità e divertimento, compreso anche il cantante Manu Chao, che si riuniscono in un bar per ballare, per bere e per suonare insieme e trascorrono dei momenti felici, fotografati da abbracci e sorrisi.

## Tracce
Testi e musiche di José Manuel Arturo Tomás Chao Ortega.
1. Viva tu – 3:09